# Markaz Iţsā
Markaz Iţsā (arabiska: مركز إطسا) är en region i Egypten.   Den ligger i guvernementet Faijum, i den centrala delen av landet, 110 km sydväst om huvudstaden Kairo.